# ГЕС Варахі
ГЕС Варахі – гідроелектростанція на півдні Індії у штаті Карнатака. Використовує ресурс із однойменної річки (в пониззі також відома як Халаді), що дренує західний схил Західних Гатів та біля Кундапура впадає до з’єднаного з Аравійським морем лиману, який також слугує устям річки Чакра (зі сточища останньої здійснюється деривація частини ресурсу для роботи станції Варахі). Можливо також відзначити, що вище по течії Варахі працює мала ГЕС Мані (9 МВт).
Для накопичення ресурсу Варахі перекрили греблею висотою 40 метрів та довжиною 244 метри, що потребувала 90 тис м3 матеріалу. Трохи північніше на її правій притоці річці Хулакал звели земляну споруду висотою 42 метри та довжиною 412 метрів, на яку пішло 745 тис м3 матеріалу. Вони утворили єдине сховище, дві частини якого сполучені за допомогою каналу довжиною 0,8 км.
Ще далі на північ від долини Хулакал на річці Савехакалу (ліва притока згаданої вище Чакри) в кінці 1970-х облаштували водосховище, головним призначенням якого є збір ресурсу в межах проекту ГЕС Linganamakki (та всього розташованого нижче від неї каскаду на Шараваті). Його гребля створила такий підпір, що в сідловині на водорозділі Савехакалу з Хулакал довелось спорудити бічну дамбу Кірагунда, через яку можливе скидання надлишкового ресурсу до водосховища станції Варахі.
Також можна відзначити регулювання стоку в інтересах ГЕС Варахі за допомогою створеного вище по течії Варахі сховища греблі Мані. Остання є комбінованою спорудою, що складається з мурованої секції та бетонних водоскидів, фланкованих обабіч земляними дамбами. При висоті 59 метрів та довжині 580 метрів вона потребувала 1 млн м3 матеріалу, в т.ч. 100 тис м3 бетону.
Від греблі Хулакал накопичений ресурс подається через підвідний дериваційний тунель до розташованого за 1,2 км підземного машинного залу. Останній у 1989-1990 роках обладнали двома турбінами типу Пелтон потужністю по 115 МВт, які працювали при напорі від 459 до 466 метрів (номінальний напір 463 метри). В 2009 році їх доповнили ще двома гідроагрегатами з турбінами того ж типу та потужності. Разом станція забезпечує виробництво понад 1 млрд кВт-год електроенергії на рік.
Відпрацьована вода по відвідному тунелю довжиною 0,7 км потрапляє до створеного на Варахі нижнього балансуючого резервуару.